# Oncopsis citra
Oncopsis citra är en insektsart som beskrevs av Hamilton 1983. Oncopsis citra ingår i släktet Oncopsis och familjen dvärgstritar. Inga underarter finns listade i Catalogue of Life.